# Coppa del Re 2020-2021 (pallavolo)
La Coppa del Re 2020-2021 si è svolta dal 5 al 7 febbraio 2021: al torneo hanno partecipato otto squadre di club spagnole e la vittoria finale è andata per la settima volta al Guaguas.

## Regolamento
Le squadre hanno disputato quarti di finale, semifinali e finale, tutti giocati in gara unica.

## Squadre partecipanti
| Squadra      | Qualificazione                             |
| ------------ | ------------------------------------------ |
| Almería      | 3ª al girone di andata Superliga 2020-2021 |
| Cabo de Cruz | 7ª al girone di andata Superliga 2020-2021 |
| Eivissa      | 8ª al girone di andata Superliga 2020-2021 |
| Guaguas      | 2ª al girone di andata Superliga 2020-2021 |
| Manacor      | 5ª al girone di andata Superliga 2020-2021 |
| Melilla      | 6ª al girone di andata Superliga 2020-2021 |
| Palma        | 4ª al girone di andata Superliga 2020-2021 |
| Teruel       | 1ª al girone di andata Superliga 2020-2021 |

## Torneo

### Tabellone
|  | Quarti | Quarti       | Quarti |  |   | Semifinali | Semifinali | Semifinali |  |   | Finale  | Finale | Finale |
|  |        |              |        |  |   |            |            |            |  |   |         |        |        |
|  | 3      | Almería      | 3      |  |   |            |            |            |  |   |         |        |        |
|  | 3      | Almería      | 3      |  |   |            |            |            |  |   |         |        |        |
|  | 6      | Eivissa      | 2      |  |   |            |            |            |  |   |         |        |        |
|  | 6      | Eivissa      | 2      |  | 3 | Almería    | 0          |            |  |   |         |        |        |
|  |        |              |        |  | 3 | Almería    | 0          |            |  |   |         |        |        |
|  |        |              |        |  |   | 2          | Guaguas    | 3          |  |   |         |        |        |
|  | 2      | Guaguas      | 3      |  |   | 2          | Guaguas    | 3          |  |   |         |        |        |
|  | 2      | Guaguas      | 3      |  |   |            |            |            |  |   |         |        |        |
|  | 7      | Cabo de Cruz | 0      |  |   |            |            |            |  |   |         |        |        |
|  | 7      | Cabo de Cruz | 0      |  |   |            |            |            |  | 2 | Guaguas | 3      |        |
|  |        |              |        |  |   |            |            |            |  | 2 | Guaguas | 3      |        |
|  |        |              |        |  |   |            |            |            |  |   | 4       | Palma  | 0      |
|  | 4      | Palma        | 3      |  |   |            |            |            |  |   | 4       | Palma  | 0      |
|  | 4      | Palma        | 3      |  |   |            |            |            |  |   |         |        |        |
|  | 5      | Manacor      | 0      |  |   |            |            |            |  |   |         |        |        |
|  | 5      | Manacor      | 0      |  | 4 | Palma      | 3          |            |  |   |         |        |        |
|  |        |              |        |  | 4 | Palma      | 3          |            |  |   |         |        |        |
|  |        |              |        |  |   | 1          | Teruel     | 1          |  |   |         |        |        |
|  | 1      | Teruel       | 3      |  |   | 1          | Teruel     | 1          |  |   |         |        |        |
|  | 1      | Teruel       | 3      |  |   |            |            |            |  |   |         |        |        |
|  | 8      | Eivissa      | 0      |  |   |            |            |            |  |   |         |        |        |
|  | 8      | Eivissa      | 0      |  |   |            |            |            |  |   |         |        |        |

### Risultati

#### Quarti di finale
| 5 febbraio 2021 Centro Insular de Deportes, Las Palmas Durata: 2h:02 - Spettatori: 0 | Almería | 3 - 2 | Melilla      | 25-22, 20-25, 10-25, 25-21, 15-10 |
| 5 febbraio 2021 Centro Insular de Deportes, Las Palmas Durata: 1h:07 - Spettatori: 0 | Guaguas | 3 - 0 | Cabo de Cruz | 25-18, 25-13, 25-17               |
| 5 febbraio 2021 Centro Insular de Deportes, Las Palmas Durata: 1h:15 - Spettatori: 0 | Palma   | 3 - 0 | Manacor      | 25-18, 25-20, 25-17               |
| 5 febbraio 2021 Centro Insular de Deportes, Las Palmas Durata: 1h:17 - Spettatori: 0 | Teruel  | 3 - 0 | Eivissa      | 25-20, 25-18, 25-22               |

#### Semifinali
| 6 febbraio 2021 Centro Insular de Deportes, Las Palmas Durata: 1h:29 - Spettatori: 0 | Almería | 0 - 3 | Guaguas | 21-25, 20-25, 23-25        |
| 6 febbraio 2021 Centro Insular de Deportes, Las Palmas Durata: 1h:56 - Spettatori: 0 | Palma   | 3 - 1 | Teruel  | 25-17, 19-25, 25-23, 25-22 |

#### Finale
| 7 febbraio 2021 Centro Insular de Deportes, Las Palmas Durata: 1h:12 - Spettatori: 0 | Guaguas | 3 - 0 | Palma | 25-20, 25-15, 25-14 |